# 통가어 (잠비아)
통가어(Tonga, Chitonga)는 잠비아 중·남부와 짐바브웨 북부에 주로 거주하는 통가족이 사용하는 반투어군 언어이다. 이 언어는 토카레야(Tokaleya)로 불리는 소수민족과 잠비아와 짐바브웨의 여러 이중 언어 구사자들에 의해서도 쓰인다. 잠비아에서 통가어는 남부주, 루사카, 중부주 전역에서 교육에 사용되는 제1언어이다.